# سيمون بيوفوي
سيمون بيوفوي (بالإنجليزية: Simon Beaufoy)‏ (و. 1966  م) هو كاتب سيناريو بريطاني.

## التعليم
تعلم في كلية القديس بطرس ‏، وجامعة بورنماوث للفنون ‏، ومدرسة سيدبيرج ‏.

## جوائز وترشيحات
حصل على جوائز منها:
جوائز
- جائزة الأوسكار لأفضل كتابة، عن عمل: مليونير متشرد
- جائزة نقابة الكتاب الأمريكية

ترشيحات
- جائزة الأوسكار لأفضل كتابة، عن عمل: كل ما هو مطلوب
- جائزة الأوسكار لأفضل كتابة، عن عمل: 127 ساعة

ترشح لـ:
- جائزة الأوسكار لأفضل كتابة "سيناريو أصلي"، عن عمل: كل ما هو مطلوب
- جائزة الأوسكار لأفضل كتابة "سيناريو مقتبس"، عن عمل: متشرد مليونير
- جائزة الأوسكار لأفضل كتابة "سيناريو مقتبس"، عن عمل: 127 ساعة.

## وصلات خارجية
- سيمون بيوفوي على موقع IMDb (الإنجليزية)
- سيمون بيوفوي على موقع قاعدة بيانات الأفلام العربية
- سيمون بيوفوي على موقع ألو سيني (الفرنسية)
- سيمون بيوفوي على موقع أول موفي (الإنجليزية)
- سيمون بيوفوي على موقع بوكس أوفيس موجو (الإنجليزية)
- سيمون بيوفوي على موقع قاعدة بيانات الأفلام السويدية (السويدية)
- سيمون بيوفوي على موقع قاعدة بيانات الفيلم (الإنجليزية)
- سيمون بيوفوي على موقع كينوبويسك (الروسية)